# Холборн
Холборн, Хоборн (англ. Holborn /ˈhoʊbərn/) — старинная лондонская улица, которая проходит по территории Сити, Камдена и Вестминстера. Названа по речке, ныне не существующей.
Западная часть улицы называется Хай-Холборн и служит границей между кварталами Блумсбери и Ковент-Гарден. Отсюда на запад ведут Шафтсбери-авеню и Нью-Оксфорд-стрит. С юга на Холборн выходят Друри-Лейн и Линкольнс-Инн-Филдс. На востоке границей Холборна является площадь Холборн-сёркус, откуда построенный в 1863-69 гг. Холборнский виадук позволяет добраться до Ньюгейта («новых ворот») в Сити.
В старину восточную часть Холборна заселяли судейские чиновники, работавшие неподалёку в суде Олд-Бейли либо в адвокатской конторе Грейс-Инн. Другой достопримечательностью Холборна является квартал Хаттон-гарден, где с XVI века селились лондонские ювелиры. Однако самым знаменитым жителем Холборна был Диккенс, который часто упоминает этот район в своих романах.
Церковь Святой Этельдреды на территории Холборна — старейшая католическая церковь Англии, действующая до настоящего времени.